# Patrick Walton
Patrick Walton est un Irlandais légendaire qui, après un naufrage en 1235 à proximité d'Esnandes, y aurait inventé la culture des moules sur bouchot.

## Légende

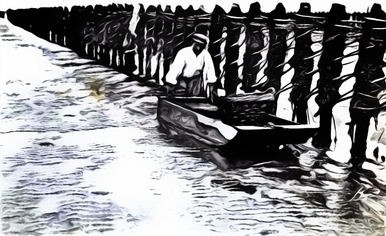
Acon et boucholeur

Sa légende est citée un peu partout par les mytiliculteurs, l'IFREMER ou même les Ministères de l'Agriculture ou de l'Environnement. Pour autant les documents précis sur l'origine de cette légende et de ce personnage qui aurait quitté l'Irlande pour la France en 1235 manquent. Il y aurait inventé la méthode de production des moules de bouchot en plantant des pieux dans la vase, accrochés à des filets pour essayer d’attraper des oiseaux, peu après son naufrage dans la baie de l’Aiguillon. Il serait également à l’origine des embarcations utilisées encore aujourd’hui par les boucholeurs, appelées « acons ». La forme en V ou W des clayonnages viendrait de son nom et le filet qu’il utilisait, appelé « allouret » viendrait de l’anglais (allaow pour nuit, et rat/ret pour filet), tout comme le mot bouchot (de bout et choat signifiant clôture et bois). 
Le conditionnel doit être utilisé car les sources historiques sont rares. L'article d'André Bouyé dans L’Écho des coureaux, Chroniques d'hier, le mystère Walton (p. 17) en témoigne. Henri Gautreau (avec la collaboration de Danièle Couteux) y consacre de longs passages dans son ouvrage (Musée d'Esnandes).
Parmi les premiers à avoir popularisé l’aventure de Walton, il y a Charles d’Orbigny, en 1835, qui intervenait en faveur des boucholeurs menacés par un projet de dessèchement de la baie,).
Une nouvelle relatant la vie de Patrick Walton dans la baie de l’Aiguillon a été publiée dans la revue Magasin Pittoresque en 1843 (p. 242-267). Elle est consultable en ligne sur le site de la BNF (Bibliothèque Nationale de France, Gallica). Dans cette version de la légende de Patrick Walton, il n'y a pas de naufrage, et il vit avec sa famille.
Le deuxième savant à avoir popularisé et décrit les inventions de Patrick Walton est Jean Coste, membre de l'Institut, dans un ouvrage de 1861 disponible également sur le site de la BNF (Gallica). Il y détaille l'histoire avec beaucoup de précisions, sur plus de 10 pages, et cite un ouvrage de 1598 consacré aux bouchots, écrit par « D.t V.t, gentilhomme ordinaire de la chambre du roi » ayant pour titre Théâtre des merveilles de l'industrie humaine, publié à Rouen chez Caillove (cour du palais). D'après Coste (p. 134), cet ouvrage de 1598 cite déjà Walton et indique la date de 1246 pour les premiers bouchots. D'autres sources antérieures à Coste, comme le Journal de Physique, de Chimie, d'Histoire Naturelle et des Arts de 1821 (p. 196),  mentionnent l'ouvrage de 1598, qui serait donc la plus ancienne citation de Walton. 
Plus récemment, l'histoire a été reprise et détaillée dans divers travaux universitaires, comme la thèse de Louis Papy en 1941 ou celle de Rita Vianello en 2013. 
L'histoire de Walton a intrigué beaucoup de chercheurs, y compris outre-Atlantique, où même George Sarton, fondateur de l'histoire des sciences aux États-Unis et professeur à Harvard, y a consacré un article en 1924 Walton, a medieval aquiculturist faisant toujours référence à l'ouvrage de 1598. Celui-ci reste difficile à consulter et ne constitue pas une preuve. On peut simplement noter qu'il y a un peu plus de 300 ans entre l'arrivée de Walton et cet ouvrage, et un peu plus de 400 ans entre cet ouvrage et notre époque...

## Postérité

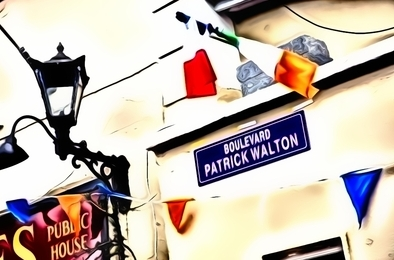
Boulevard Patrick Walton à Tully Cross

Aujourd’hui, plusieurs communes de la baie de l'Aiguillon, en Charente-Maritime ont une rue qui porte le nom de Patrick (ou Patrice) Walton : Charron, Esnandes et Marsilly.  
Le Connemara vient de célébrer Patrick Walton avec une plaque à son nom à Tully Cross, dévoilée lors du Connemara Mussels Festival. Une délégation de Charente-Maritime était présente.